# Characodoma latisinuatum
Characodoma latisinuatum is een mosdiertjessoort uit de familie van de Cleidochasmatidae. De wetenschappelijke naam van de soort is voor het eerst geldig gepubliceerd in 1957 door Harmer.